# WE UNIS
《WE UNIS》 2024년 3월 27일에 발매된 UNIS의 첫 번째 미니 앨범이자 데뷔 음반이다. 리드 싱글은 SUPERWOMAN이다.

## 앨범 소개
"U&I Story" 유니버스에서 시작된 여덟 소녀의 꿈을 향한 첫걸음!
2024년 최고 기대주 UNIS, 데뷔 앨범 The 1st Mini Album 'WE UNIS' 발매
가요계 새로운 돌풍, 차세대 주자 That's We!
전 세계를 상대로 꿈을 펼칠 걸그룹 UNIS(유니스)가 2024년 3월 27일 미니 1집 'WE UNIS'를 발매, 전격 데뷔했다.
UNIS(유니스)는 SBS 글로벌 오디션 프로그램 '유니버스 티켓'을 통해 발탁된 진현주, 나나, 젤리당카, 코토코, 방윤하, 엘리시아, 오윤아, 임서원 다국적 멤버들로 최정예 8인의 소녀들이 각자의 개성과 매력으로 하나의 팀이 되어 UNIS(유니스)라는 그룹의 탄생을 알렸다.
팀명 UNIS(유니스)는 'U&I Story’의 약자로 데뷔 전 ‘유니버스 티켓’을 통해 꿈을 향한 첫발을 내디딘 멤버들이 UNIS(유니스)로서 계속해서 이야기를 써 내려간다는 확장된 서사를 보여준다.
무한한 가능성으로 글로벌 스테이지를 꿈꾸며 오랜 시간 쉼 없이 달려온 여덟 소녀의 꿈을 향한 첫걸음이 시작된다.

## 음원
| 〈SUPERWOMAN〉 주요 음원 차트 최고 순위[1] |                 |       |
| 음원 서비스                                | 차트 종류       | 순위  |
| Melon                                      | TOP100          | ??위  |
| Melon                                      | 실시간 차트     | ??위  |
| Melon                                      | 일간 차트       | ??위  |
| Melon                                      | 주간 차트       | ??위  |
| genie                                      | 실시간 차트     | ??위  |
| genie                                      | 일간 차트       | ??위  |
| genie                                      | 주간 차트       | ??위  |
| FLO                                        | FLO 24시간 차트 | ??위  |
| Bugs!                                      | 실시간 차트     | 15위  |
| Bugs!                                      | 일간 차트       | ??위  |
| Bugs!                                      | 주간 차트       | ??위  |
| VIBE                                       | 일간 차트       | 152위 |

## 초동 판매량
| 〈WE UNIS〉 초동 판매량 |             |             |                           |
| 날짜                    | 일간 판매량 | 누적 판매량 | 비고                      |
| 3월 27일 (1일차)        | 9,8**       | 9,8**       | 판매 시작                 |
| 3월 28일 (2일차)        | 17,1**      | 27,0**      |                           |
| 3월 29일 (3일차)        | 15,2**      | 42,2**      |                           |
| 3월 30일 (4일차)        | 3,2**       | 45,4**      |                           |
| 3월 31일 (5일차)        | 5,0**       | 50,4**      |                           |
| 4월 1일 (6일차)         | 1**         | 50,6**      |                           |
| 4월 2일 (7일차)         | 5,2**       | 55,8**      |                           |
| 초동 판매량             | 55,8**      | 55,8**      | 걸그룹 데뷔 앨범 초동 8위 |